# Фургон
Фургон е вид железопътно или авторемарке, което се използва за превозване на пътници и/или товари.

## Пътни фургони

### Пътнически фургони
Някога такива фургони са прикачвани към каруците, особено в Дивия Запад в САЩ при преселване от едно населено място в друго. В по-ново време за тази и за рекреационна цел се използват каравани, закачени за автомобили, бусове или автокаравани(кемпери), при които самият бус е каравана.
Неуправляеми фургони се използват в строителството като временно място за обитаване на строителните работници, които лесно се извозват, закачени вместо ремарке за камиони. Такива често се намират в близост до новостроящи се сгради или пътни съоръжения. Използват се и при строително-ремонтни работи.

### Товарни фургони
Тези фургони обикновено са по-големи ремаркета, прикачени към товарни микробуси или камиони. Понякога са наричани ремаркета. Обикновено нямат прозорци, може да имат изолация и да са хладилни. Откритите версии на фургоните се наричат ремаркета.
Има и товарни камиони и бусове, които представляват фургони (задната им част е товарна). За разлика от обикновените товарни микробуси, товарният отсек не е част от купето на автомобила и може да е малко по-широк и висок от него. Друго название за такива микробуси и камиони е автофургон (срещано и като авто-фургон и авто фургон).

## Железопътни фургони
В железопътния транспорт фургоните се използват за превоз на пощенски пратки и колети, както и на т.нар. „придружаван багаж“, принадлежащ на пътници, возещи се в пътнически вагони – например велосипед или друг едрогабаритен товар.